# Stazione di Carimate
La stazione di Carimate è una stazione ferroviaria della ferrovia Chiasso-Milano. Serve il comune di Carimate, in provincia di Como.
La gestione degli impianti è affidata a Rete Ferroviaria Italiana (RFI), controllata del Gruppo Ferrovie dello Stato.

## Storia
Nonostante la linea fosse stata attivata nel 1849, la stazione venne attivata solo il 20 ottobre 1877.

## Strutture e impianti

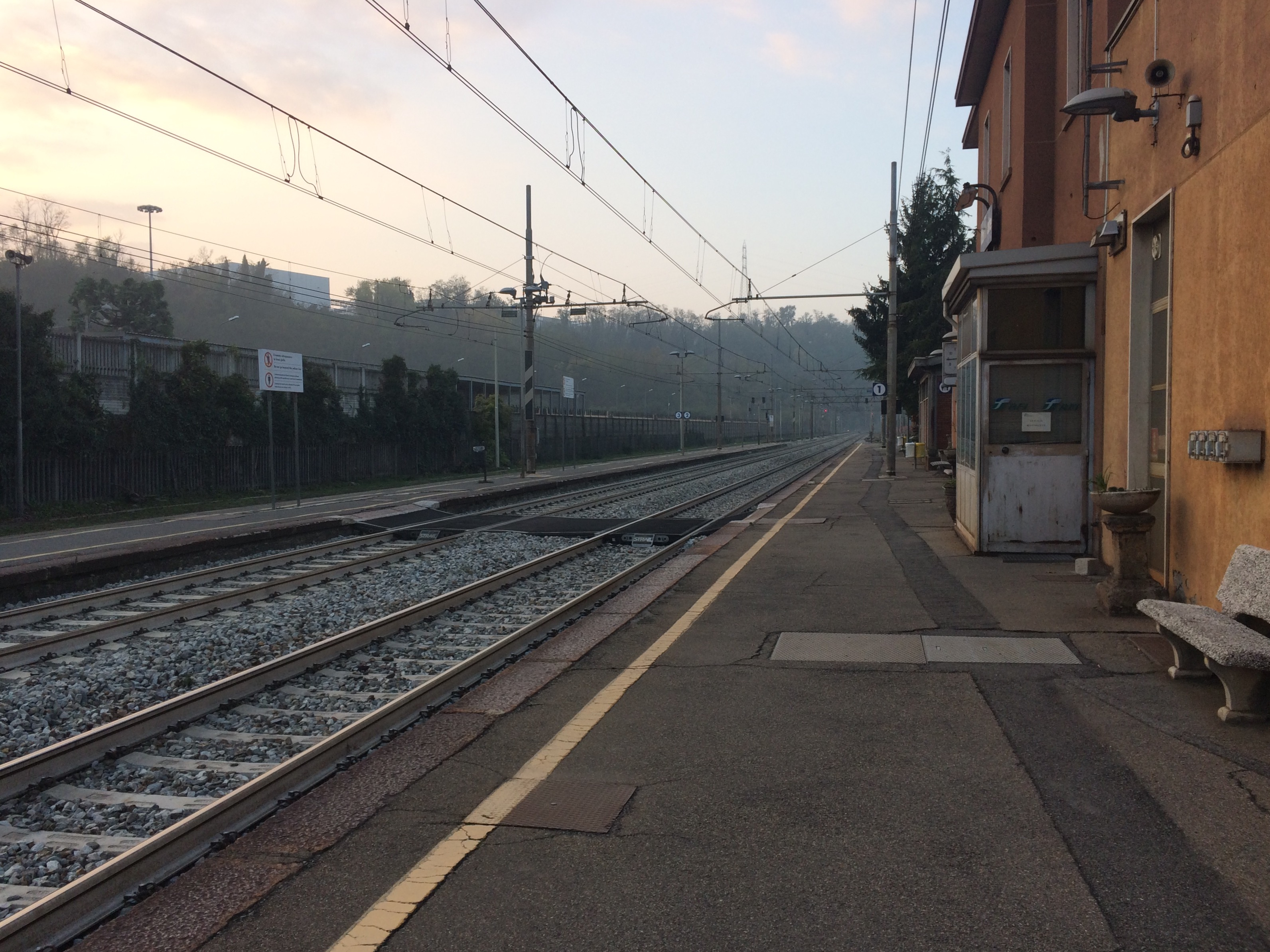
Piazzale binari in direzione Como-Chiasso prima dei lavori di ammodernamento e rimozione del passaggio a livello

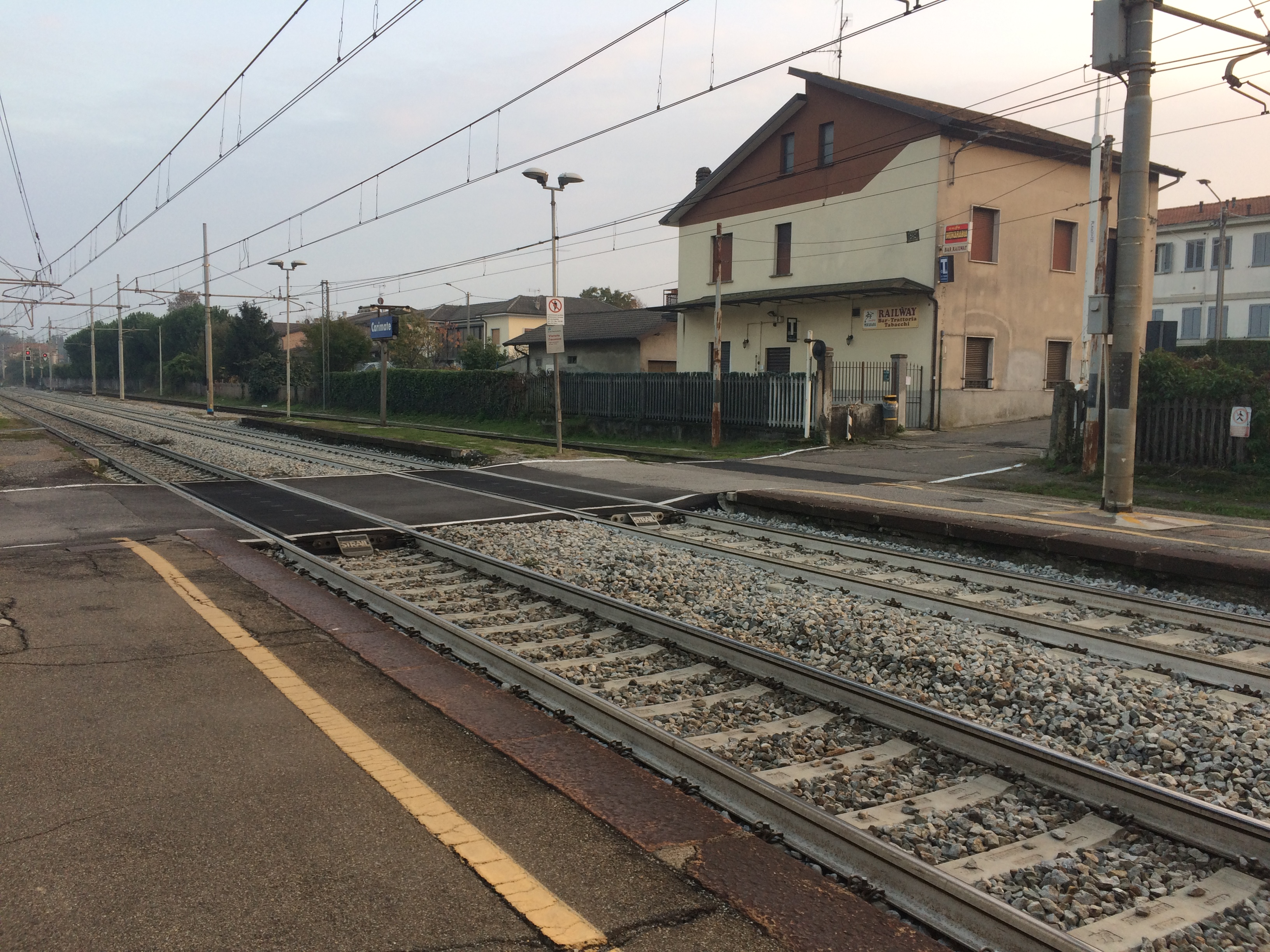
Piazzale binari in direzione Milano prima dei lavori soprammenzionati

Il fabbricato viaggiatori si compone di tre corpi: il corpo centrale si sviluppa su due livelli (soltanto il piano terra è aperto al pubblico), mentre i corpi laterali si sviluppano simmetricamente e dispongono di un solo livello. L'edificio è in muratura.
La stazione dispone di uno scalo merci con annesso magazzino.
La pianta dei fabbricati è rettangolare.
Il piazzale è composto da tre binari dotati di banchina (a isola fra i binari 2 e 3). Nel dettaglio:
- Binario 1: viene utilizzato dai treni con numerazione dispari, cioè quelli che si dirigono verso Sud in direzione Milano
- Binario 2: viene utilizzato dai treni con numerazione pari, cioè quelli che si dirigono verso Nord in direzione Como-Chiasso
- Binario 3: è un binario su tracciato deviato e viene usato per le precedenze fra i treni

I tre binari sono collegati da un sottopasso, attivato il 4 febbraio 2024, quando sono state completate anche le pensiline e allungate le banchine a 250 m.

## Movimento
La stazione è servita dai treni della linea S11 (Chiasso-Rho) del servizio ferroviario suburbano di Milano, con frequenza semioraria.
Fino a qualche anno fa faceva da capolinea per il Chiasso-Carimate composto da carri bisarche, dal momento che nei pressi della stazione è situato il deposito della Ford.

## Servizi
La stazione offre i seguenti servizi:
- Parcheggio di interscambio auto
- Bar
- Capolinea autolinee ASF
- Sala di attesa

## Interscambi
Vicino alla stazione è presente un parcheggio di interscambio che ospita 64 autovetture. Il parcheggio è stato ampliato nel gennaio 2011.
Per quanto riguarda il trasporto pubblico, nel piazzale antistante il fabbricato viaggiatori è presente una fermata autobus.